# Alopecosa laciniosa
Alopecosa laciniosa là một loài nhện trong họ Lycosidae.
Loài này thuộc chi Alopecosa. Alopecosa laciniosa được Eugène Simon miêu tả năm 1876.